# Naváf Masálaha
Naváf Masálaha (hebrejsky: נואף מסאלחה, Nav'af Mas'alacha, arabsky: نواف مصالحة) byl izraelský politik a bývalý poslanec Knesetu za Stranu práce.

## Biografie
Narodil se 26. listopadu 1943 v Kafr Kara. Vystudoval bakalářská studia na Telavivské univerzitě. Pracoval jako učitel. Hovoří arabsky a anglicky. Patří do komunity izraelských Arabů.

## Politická dráha
Působil jako ředitel odboru arabských záležitosti v odborové centrále Histadrut. Zasedal v ústředním výboru Histadrutu. Byl také členem ústředního výboru Strany práce.
V izraelském parlamentu zasedl poprvé po volbách v roce 1988, kdy kandidoval za střechovou organizaci Ma'arach, do které se v té době sloučilo několik politických subjektů včetně jeho domovské Strany práce. Byl členem výboru pro drogové záležitosti, výboru pro jmenování islámských soudců, výboru pro záležitosti vnitra a životního prostředí a výboru House Committee. Mandát obhájil ve volbách v roce 1992, nyní již za samostatně kandidující Stranu práce. Nastoupil do parlamentního výboru pro drogové záležitosti, výboru pro jmenování islámských soudců a výboru pro ústavu, právo a spravedlnost. Opětovně byl zvolen ve volbách v roce 1996, kdy zastával funkci člena výboru House Committee, výboru práce a sociálních věcí a výboru pro vědu a technologie.
Naposledy byl zvolen ve volbách v roce 1999, nyní za střechovou kandidátku Jeden Izrael, do které se sloučilo několik stran včetně domovské Strany práce. Zasedl ve výboru pro jmenování islámských soudců, výboru pro ústavu, právo a spravedlnost, výboru pro zahraniční záležitosti a obranu a ve zvláštním výboru pro zákon o mimořádném ekonomickém plánu.
Kromě volebního období 1992–1996 zastával trvale také funkci místopředsedy Knesetu. Má za sebou i vládní posty. V letech 1992–1996 byl náměstkem ministra zdravotnictví. V letech 1999–2001 náměstkem ministra zahraničních věcí. Šlo o prvního muslima, který v izraelské vládě takové posty zastával.